# Королевские выборы в Речи Посполитой (1573)
Королевские выборы в Речи Посполитой 1573 года — первые выборы великого князя литовского и короля польского в Речи Посполитой, прошедшие в 1573 году. Победу одержал Генрих Валуа.

## Избирательная система
Этапы избрания монарха в Речи Посполитой в эпоху выборной монархии:
- Конвокационный сейм — на этом этапе назначалось место и дата выборов короля, обозначались условия, предъявляемые к кандидатам на престол.
- Элекционный сейм — на этом этапе проводились выборы нового монарха, путём его прямого избрания всей шляхтой, явившейся на элекционный сейм.
- Коронационный сейм — на этом этапе новый король подтверждал условия, на которых произошло его избрание (см. Pacta conventa и Генриковы артикулы).

## Конвокационный сейм
Конвокационный сейм проходил в Варшаве 6 — 28 января 1573 года.

Варшавская конфедерация 1573 года

Сейм был созван сенаторами. Это вызвало недовольство шляхты, так как по закону сейм созвать мог только король Речи Посполитой. Тем не менее, шляхтичи приехали на это мероприятие. Хотя шляхта Великого княжества Литовского (составной части Речи Посполитой) в сейме не участвовала.
На этом сейме маршалок сейма назначен не был, это было сделано для того, чтобы ограничить влияние Сената. Решения на данном сейме принимались большинством голосов. Сейм решил ряд важных вопросов, таких как назначение даты выборов монарха. На этом мероприятии было решено то, что каждый шляхтич имеет право принять участие в выборах великого князя литовского и короля польского. Вместе с тем, участие не было обязательным, это делалось по желанию. Был принят порядок проведения королевских выборов, установлен интеррекс. Помимо этого, было решено то, что выборы правителя Речи Посполитой будут проходить под Варшавой. Это соответствовало интересам католиков, так как на этих землях, входивших в состав Королевства Польского, доминировала католическая шляхта.
На конвокационном сейме вспыхнуло противостояние между католиками и протестантами. Первые хотели ослабить положение в обществе вторых, а вторые хотели сохранить свое положение. Часть католиков, не желая обострения ситуации, поддержала протестантов. Для поддержания религиозного мира в Речи Посполитой был издан акт Варшавской Конфедерации. Документ гарантирует свободу вероисповедания и обязывает воздерживаться от преследований из-за религиозных различий. Это был компромисс, который должен был обеспечить беспрепятственное проведение выборов.
Конфедерацию поддержали сенаторы, послы протестантского и православного вероисповедания, часть католиков. Однако католические епископы и примас Якуб Уханьский отказались ее подписывать. В этой ситуации против конфедерации стали выступать и некоторые сенаторы, даже из числа тех, кто уже подписал конфедерацию. Однако краковский епископ Франциск Красинский все же согласился скрепить ее своей подписью. После этого сторонники конфедерации внесли ее в Варшавские гродские книги, что дало ей значение государственного акта. Туда же примас Уханьский внес протест против конфедерации от имени послов и магнатов, которые ее не подписали. Подобные протестации вносились и в других городах. Конфедерацию опротестовали в Плоцком, Мазовецком, Равском, Подляшском воеводствах. Однако эти протесты со стороны католиков не могли отменить постановления конвокационного сейма, у которого также было немало сторонников, кое-где конфедерацию дополняли уточнениями того, что она касается вопросов веры.

## Кандидаты

Кандидат в короли Речи Посполитой Эрнест Габсбург

На королевских выборах в Речи Посполитой были следующие кандидаты:
- Генрих III Валуа — представитель династии Валуа[9]. Получил серьезную поддержку среди католиков (этому поспособствовала агитация в его пользу). Для православных и протестантов это был не лучший кандидат. Католики надеялись усилить свое положение в обществе с его помощью[5].
- Иван IV Васильевич Грозный — первый русский царь, представитель династии московской Рюриковичей[10]. Имел поддержку со стороны магнатов Великого княжества Литовского Радзивиллов, которые, возможно, могли поддержать его для снижения риска вторжения русских войск в пределы их государства в период бескоролевья[11]. Прежде всего, стремился добиться поддержки польской мелкой и средней шляхты[10]. Впоследствии от выборов отказался.
- Эрнест Габсбург — представитель династии Габсбургов. Был популярен среди католической шляхты. Имел поддержку со стороны примаса (интеррекса) Якуба Уханьского[12], а также дочери позапрошлого правителя ВКЛ и Польши Сигизмунда I Анны[13]. Между тем, многие шляхтичи опасались за то, что он может уступить другой державе часть территории Речи Посполитой из-за своих династических интересов, зная о методах правления Габсбургов в других странах[12].
- Юхан III — король Швеции, представитель династии Ваза[14].
- Ян Костка — представитель рода Костки. Подписал Варшавскую конфедерацию 1573 года. В итоге поддержал кандидата Генриха Валуа[15].
- Ян Фирлей — краковский воевода, маршалок великий коронный, представитель рода Фирлеев[8].
- Ежи Язловецкий — гетман великий коронный, представитель рода Язловецких[8].

## Агитация
Изначально кандидаты Иван IV и Эрнест Габсбург были наиболее серьезными претендентами на престол Речи Посполитой. Однако к элекционному сейму французский кандидат Генрих Валуа смог достигнуть лучшего положения, чем они. Этому поспособствовала агитация в его пользу.

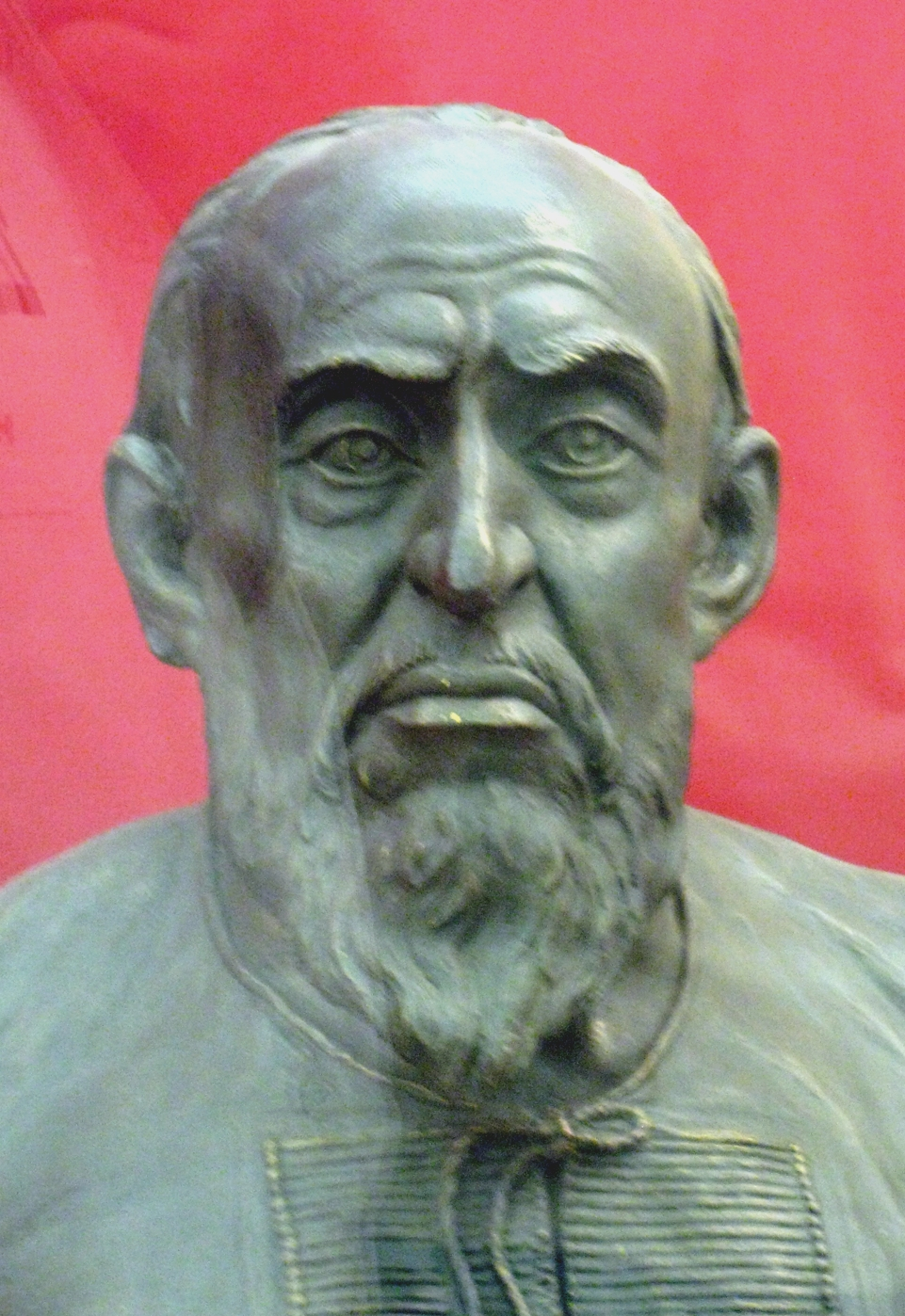
Кандидат в короли Речи Посполитой Иван IV Васильевич. Реконструкция внешнего вида по черепу, выполненная антропологом Михаилом Герасимовым

Агитацию за кандидата Генриха Валуа французский двор начал еще до смерти великого князя литовского и короля польского Сигизмунда II. Французские власти направили в Речь Посполитую Жана де Балагни, он добился поддержки от рода Зборовских и канцлера великого коронного Валентия Дембинского. 17 апреля была направлена официальная миссия во главе с французским послом Жаном де Монлюком, он рассылал своих агентов, аббатов и иезуитов по всей стране, а они агитировали в пользу Генриха Валуа. Посол Монлюк от имени Генриха обещал Речи Посполитой: постоянный союз с Францией, французскую помощь в случае войны с Русским царством деньгами и гасконской пехотой, флот для охраны берегов страны, уплату долгов государства, поднятие просвещения в стране методом улучшения Краковской академии на деньги монарха и посылки в Парижскую академию молодых шляхтичей. В итоге ему удалось представить Генриха Валуа, как толерантного человека. В то же время французская агитация в других странах Европы позволила обеспечить поддержку кандидата Генриха со стороны послов Венеции, Османской империи, Рима и немецких земель. Большое значение имела поддержка со стороны папского легата Джованни Коммендоне, который этими действиями выступил против Габсбургов.
Русский царь Иван IV, готовясь к королевским выборам, стремился подстроиться в обещаниях под интересы своих возможных сторонников (прежде всего, польская средняя и мелкая шляхта), в то же время отстаивая необходимое для себя условие — наследственность верховной власти, хотя и с выборной процедурой). На переговорах, проходивших в 1572 и 1573 годах, царь соглашался расширить права и вольности шляхты, был готов пойти на территориальные уступки, обещал в перспективе унию государств (при этом сулил сразу взять на себя государственных расходы Речи Посполитой), даже оставлял открытым вопрос о перемене веры, подчёркивая, что «писание дано людям не на брань и гнев, только на тихость и смирение». В то же время Иван Васильевич вел агитацию против французского кандидата Генриха Валуа, которого открыто называл «ставленником турецкого султана». Однако Иван Васильевич не предпринимал реальных шагов для выдвижения и пропаганды своей кандидатуры в Речи Посполитой. Приняв посольство Великого княжества Литовского, он не интересовался тем, чтобы занять трон Речи Посполитой. Хотя он гарантировал права и вольности шляхты, но он выдвигал неприемлемые для Речи Посполитой требования: присоединение к Русскому царству Великого княжества Литовского до реки Даугава и слияние Польши, Литвы и Москвы в одно политическое образование с наследственным престолом.
Между тем, агитировать было не всегда безопасно. Например, не все позволялось писать. Из разных распространяемых во время этих выборов политических писем, написанных в стихах и прозе, всего лишь несколько авторов подписали свои фамилии: Тесельский, Мычельский, Волан. Были и случаи репрессий со стороны оппонентов конкретного кандидата. Так, к примеру, за безымянно напечатанную брошюру «Рассуждение», в которой восхваляли кандидата Генриха Валуа, маршалок Фирлей перед коронацией победившего монарха бросил в тюрьму хозяина типографии.

## Элекционный сейм

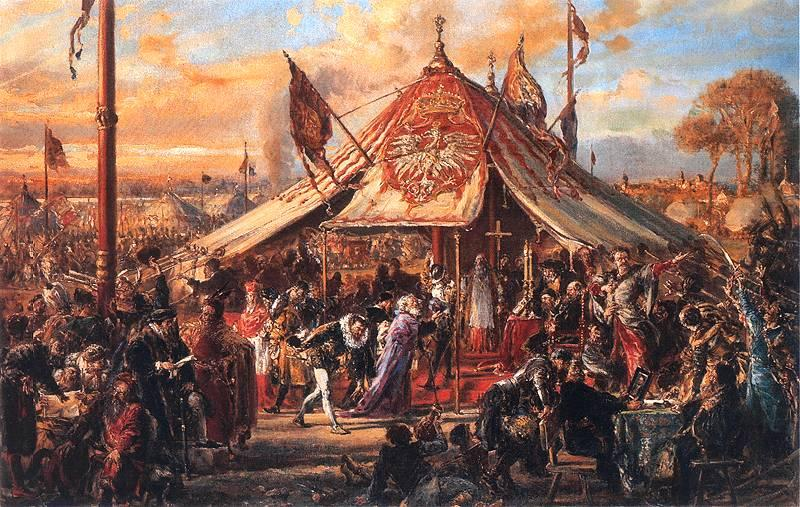
Элекционный сейм 1573 года. Картина Яна Матейко.

Элекционный сейм проходил с 5 апреля по 20 мая 1573 года. Маршалком сейма был избран маршалок великий коронный Ян Фирлей.
Существуют разные оценки численности тех, кто принял участие в элекционном сейме 1573 года. Согласно более старым исследованиям, их было 40 тысяч. По последним данным, их было 6 — 7 тысяч.
Шляхта из провинций, находящихся далеко от Варшавы, прибыла в маленьком количестве. От Познанского и Калишского воеводства вообще прибыли только послы. Причинами этого были тяжелая, продолжительная зима и трудности в общении шляхтичей из провинций, отдаленных от Варшавы.
Распространялись слухи о том, что Священная Римская империя и Русское царство хотят поделить между собой Речь Посполитую, что вызывало недоверие части шляхты этого государства, как к русскому кандидату Ивану IV, так и к австрийскому кандидату Эрнесту Габсбургу. Поводом для этих слухов мог стать предыдущий постулат царя о включении Великого княжества Литовского в состав Русского царства.
Русский царь Иван IV не посылал на элекционный сейм дипломатической миссии.
Выборы были продлены из-за многих вопросов, которые не касались избрания короля: среди прочего, были заслушаны послы соседних стран, которые не представили кандидатов, были рассмотрены финансовые и военные вопросы, а также вопрос о королевских землях, предоставленных полякам и захваченных немцами в Королевской Пруссии. В начале мая появились те, кто устал ждать. В их числе была мазовецкая шляхта, которая начала оказывать давление на примаса Якуба Уханьского, чтобы тот немедленно начал выборы, угрожая отделиться от остальных и начать голосование самостоятельно. 3 мая некоторые лагеря, стоявшие у места выборов, начали отходить.
Королевские выборы состоялись. Сбор голосов продолжался до 9 мая и показал, что французский кандидат Генрих Валуа получил значительное преимущество (22 воеводства против 10).
Православные, протестанты и сторонники религиозной свободы на элекционном сейме поднимали вопрос об исправлении законов, для удовлетворительного решения которого была неизбежна и гарантия религиозной свободы (которой они добивались). В итоге им удалось добиться того, что была избрана комиссия, которая к 1 мая 1573 года приготовила т. н."Генриховы артикулы", которыми ограничивалась власть монарха и обеспечивалась религиозная свобода. Правитель Речи Посполитой должен был вечно соблюдать особенную конфедерацию, составленную ради религиозного мира, а ненарушимость этих статей он должен был подтвердить специальной клятвой. О соблюдении религиозного мира говорилось и в составленной королевской присяге. Однако католики были против конфедерации и религиозной свободы.

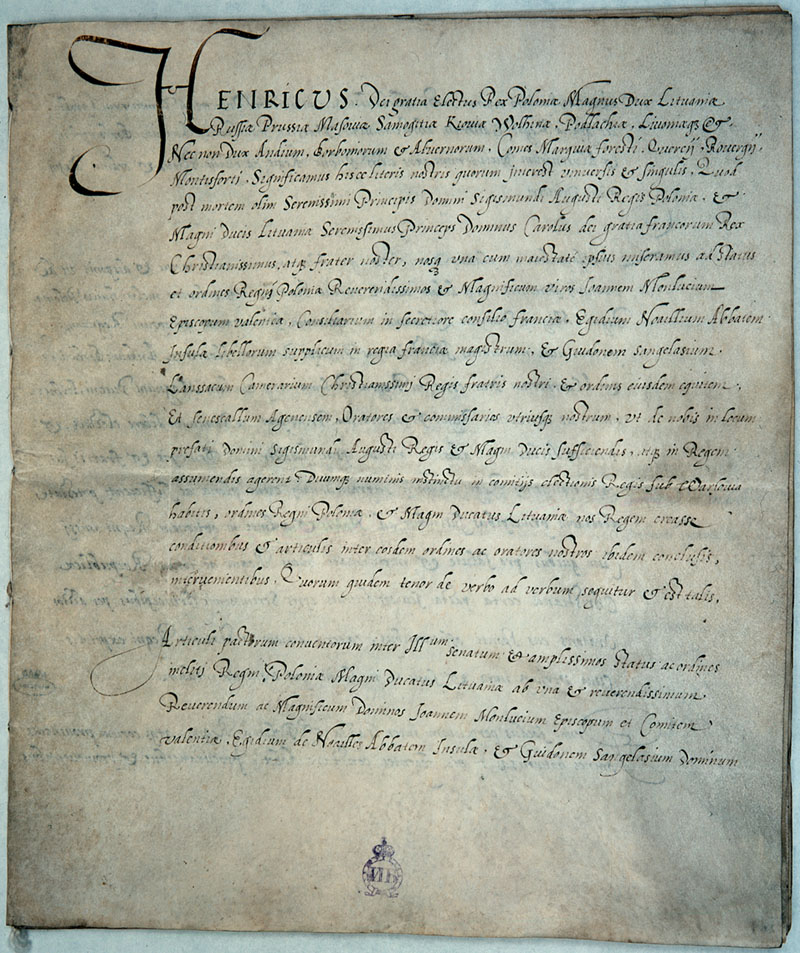
Первая Pacta conventa, созданная во время первых королевских выборов в Речи Посполитой и подписанная Генрихом Валуа (1573)

В результате после избрания Генриха Валуа сторонники конфедерации во главе с Яном Фирлеем покинули поле избрания, а затем ушли в деревню Грохово. Испугавшись того, что это может вылиться в междоусобную войну, католики пошли на уступки. В итоге диссиденты согласились на избрание Генриха, а католики, ради сохранения «згоды», принимали целиком Генриховы артикулы и подтверждали, как отдельный, самостоятельный документ, Варшавскую конфедерацию 1573 года. Хотя примас Якуб Уханьский и большинство епископов (все кроме Ф. Красинского) протестовали против ее принятия, но это не смогло изменить обстановку. После этого участники избирательного сейма выработали Pacta conventa. Французский посол Монлюк и его товарищи — аббат Эгидий де-Нойаль и Гвидон Сангеласий дали торжественное клятвенное обещание, что Генрих подтвердит как pacta conventa, так и все то, что они подписали на месте избирательного сейма. Едва они, преклонив свои колени, успели повторить за Красинским присягу в том, что Генрих Валуа присягнет на соблюдение принятых ими всех уговоров, условий, соглашений и статей, как Ян Фирлей, не позволяя им подняться, заставил их повторить за собой: «Главным образом и особенно клянемся в том, что избранный король присягнет в исполнении всего написанного в грамоте о соблюдении мира между различными религиями, которую представят ему на коронационном сейме маршал и канцлер коронные».

## Присяга

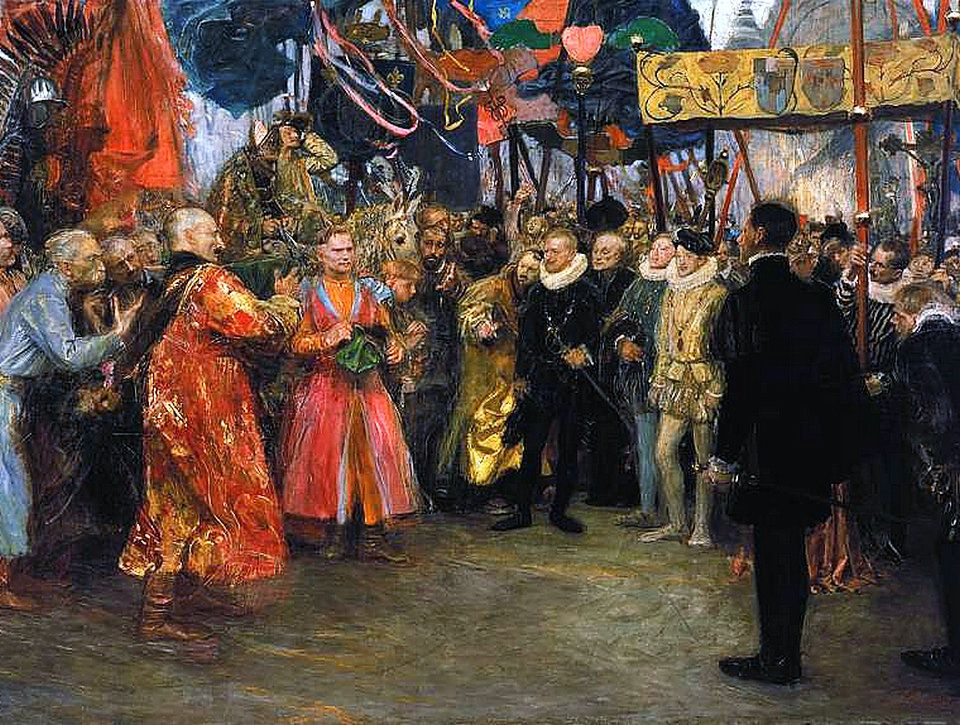
Послы Речи Посполитой у Генриха Валуа

В Париж прибыли послы, привезшие новому королю Генриху Валуа польскую корону. Они пытались убедить его не поддерживать Варшавскую конфедерацию. 10 сентября 1573 года в Париже в храме Пресвятой Девы Марии Генрих принес присягу на сохранение предложенных ему условий. Во время этого мероприятия епископ Каринский от лица всех католиков Речи Посполитой заявил протест против Варшавской конфедерации и настаивал, чтобы Генрих не утверждал ее присягой. Однако воевода одолановский Зборовский заявил то, что без присяги на предлагаемых условиях Генрих не получит корону. В итоге Генрих утвердил присягой конфедерацию.

## Коронационный сейм
Коронационный сейм проходил 22 февраля — 2 апреля 1574 года в Кракове. Маршалком сейма был Вацлав Агриппа.
На коронационном сейме Генрих Валуа в своем подтверждении прав обошел молчанием больной религиозный вопрос. Он подтвердил все права, статуты, вольности, свободы, привилеи, как общие, так и предоставленные каждому стану в отдельности. Все «спорные артикулы» передал на поветовые сеймики.